# Гешке, Чарльз
Гешке Чарльз (11 сентября 1939, Кливленд, Огайо — 16 апреля 2022, Лос-Альтос, Калифорния) — американский разработчик программного обеспечения и предприниматель. Вместе с Джоном Э. Уорноком он основал Adobe в 1982 году.

## Ранняя жизнь и образование
Чарльз Мэтью Гешке родился в Кливленде, штат Огайо, 11 сентября 1939 года. Он посещал Среднюю школу Святого Игнатия. Гешке получил степень бакалавра по классике в 1962 году и степень магистра по математике в 1963 году, оба из Университета Ксавье. Он преподавал математику в Университете Джона Кэрролла с 1963 по 1968 год. В 1972 году он закончил аспирантуру по информатике в Университете Карнеги-Меллона под руководством Уильяма Вульфа. Он был соавтором книги Вульфа 1975 года «Дизайн оптимизирующего компилятора».

## Карьера
Гешке начал работать в исследовательском центре Xerox в Пало-Альто (PARC) в октябре 1972 года. Его первым проектом было создание универсального компьютера. Позже он работал над языками программирования и разработал инструменты, которые были использованы для создания рабочей станции Xerox Star. В 1978 году Гешке основал лабораторию Imaging Sciences в PARC и проводил исследования в области графики, оптики и обработки изображений. Он нанял Джон Уорнок и вместе они разработали Interpress, язык описания страниц (PDL), который мог описывать формы столь же сложные, как шрифты. Не сумев убедить руководство Xerox в коммерческой ценности Interpress, они покинули Xerox и основали собственную компанию.

## AdobeEdit
Гешке и Уорнок основали компанию Adobe в гараже Уорнока в 1982 году, назвав её в честь ручья Adobe, который протекал за домом Уорнока. Интерпрес со временем превратился в Постскриптум. Его использование на компьютерах Apple привело к появлению одной из первых настольных издательских систем (DTP), которая позволяла пользователям создавать документы на персональном компьютере и видеть их на экране точно так же, как они появляются в печати, процесс, известный как WYSIWYG, аббревиатура от What You See Is What You Get. Раньше графические дизайнеры были вынуждены просматривать свои работы только в текстовом формате, пока они работали, пока они не печатали или не нажимали «предварительный просмотр». Из-за высокого качества и скорости, с которой печать и композиция могли быть сделаны в WYSIWYG, инновация «породила целую индустрию» в современной печати и издательском деле. С декабря 1986 года по июль 1994 года Гешке был главным операционным директором Adobe, а с апреля 1989 года по апрель 2000 года-президентом компании. Гешке ушёл с поста президента Adobe в 2000 году, незадолго до того, как его партнёр Уорнок ушёл с поста генерального директора. Гешке также занимал пост сопредседателя правления Adobe с сентября 1997 года по настоящее время. 2017. Adobe была упомянута в списке Forbes 400 лучших крупных компаний в 2009 году и заняла 1069-е место в списке Forbes Global 2000 в 2010 году.

## Похищение
Утром 26 мая 1992 года, когда Гешке приезжал на работу в Маунтин-Вью, штат Калифорния, он был похищен под дулом пистолета с глинобитной парковки двумя мужчинами, 26-летним Муханнадом Альбухари из Сан-Хосе и 25-летним Джеком Сайехом из Кэмпбелла. Представитель ФБР сообщил, что агентство прослушивало телефонные звонки, которые похитители делали жене Гешке, требуя выкуп. Пресс-секретарь добавил, что Альбухари был арестован после того, как он забрал выкуп в размере 650 000 долларов, который дочь Гешке оставила в пункте высадки, «после джентльменской беседы» Альбухари привёл их в бунгало в Холлистере, где Сайех держал Гешке в заложниках. Гешке был освобождён невредимым после того, как его держали в течение четырёх дней, хотя он заявил, что был закован в цепи. В конце концов оба похитителя были приговорены к пожизненному заключению в тюрьме штата.

## Награды
В 1999 году Чарльз Гешке был назначен членом Ассоциации вычислительной техники (ACM). В 2002 году он был назначен членом Музея компьютерной истории за «свои достижения в коммерциализации настольных издательских систем вместе с Джоном Уорноком и за инновации в области масштабируемого шрифта, компьютерной графики и печати». В октябре 2006 года Гешке вместе с соучредителем Джоном Уорноком получил ежегодное AeA Medal of Achievement, что делает их первыми руководителями программного обеспечения, получившими эту награду. В 2008 году он получил премию Computer Entrepreneur Award от компьютерного общества IEEE. В 2008 году он также получил Национальную медаль в области технологий и инноваций, присуждённую президентом Бараком Обамой. 15 октября 2010 года Общество Маркони совместно присудило Гешке и Уорноку премию Маркони. В воскресенье, 20 мая 2012 года, Гешке выступил с вступительной речью в Университете Джона Кэрролла в Университет-Хайтс, штат Огайо, где он был профессором математики в начале своей карьеры и был удостоен почётной степени доктора гуманитарных наук.

## Принадлежность
Гешке входил в советы директоров Симфонического оркестра Сан-Франциско, Национального круглого стола лидеров по церковному управлению, Калифорнийского клуба Содружества, программного обеспечения Tableau Software, Морского фонда Игана и Нантакетского клуба мальчиков и девочек. Он также был членом консультативного совета по информатике в Университете Карнеги-Меллона. В 1995 году он был избран в Национальную инженерную академию. В 2008 году он был избран в Американскую академию искусств и наук. В 2010 году он завершил свой срок полномочий в качестве председателя попечительского совета Университета Сан-Франциско. В 2012 году он был избран членом Американского философского общества.

## Личная жизнь
Гешке был католиком и познакомился со своей женой Нэнси «Нэн» Макдоно на религиозной конференции по социальным действиям весной 1961 года. Они поженились в 1964 году. Оба были выпускниками католических институтов. В 2012 году они получили премию Святой Элизабет Энн Сетон от Национальной католической образовательной ассоциации (NCEA) за свой вклад в католическое образование. Мать Гешке работала помощником юриста в суде по делам о банкротстве. И отец Гешке, и дед по отцовской линии были фотограверами с печатной печатью. Отец Гешке помогал в первые дни Adobe, проверяя работу цветоделения с помощью лупы своего гравера. Гешке описал признание его отцом высокого качества полутоновых узоров как «чудесный момент».
Гешке умер 16 апреля 2021 года в возрасте 81 года. У него остались жена и трое детей.